# 雅罗斯拉夫·芬代斯
雅罗斯拉夫·芬代斯（捷克語：Jaroslav Findejs，1943年9月25日—），捷克男子足球运动员，场上位置是中场。他曾代表捷克斯洛伐克国奥队参加1968年夏季奥林匹克运动会足球比赛，获得第九名。